# Olajfestmény

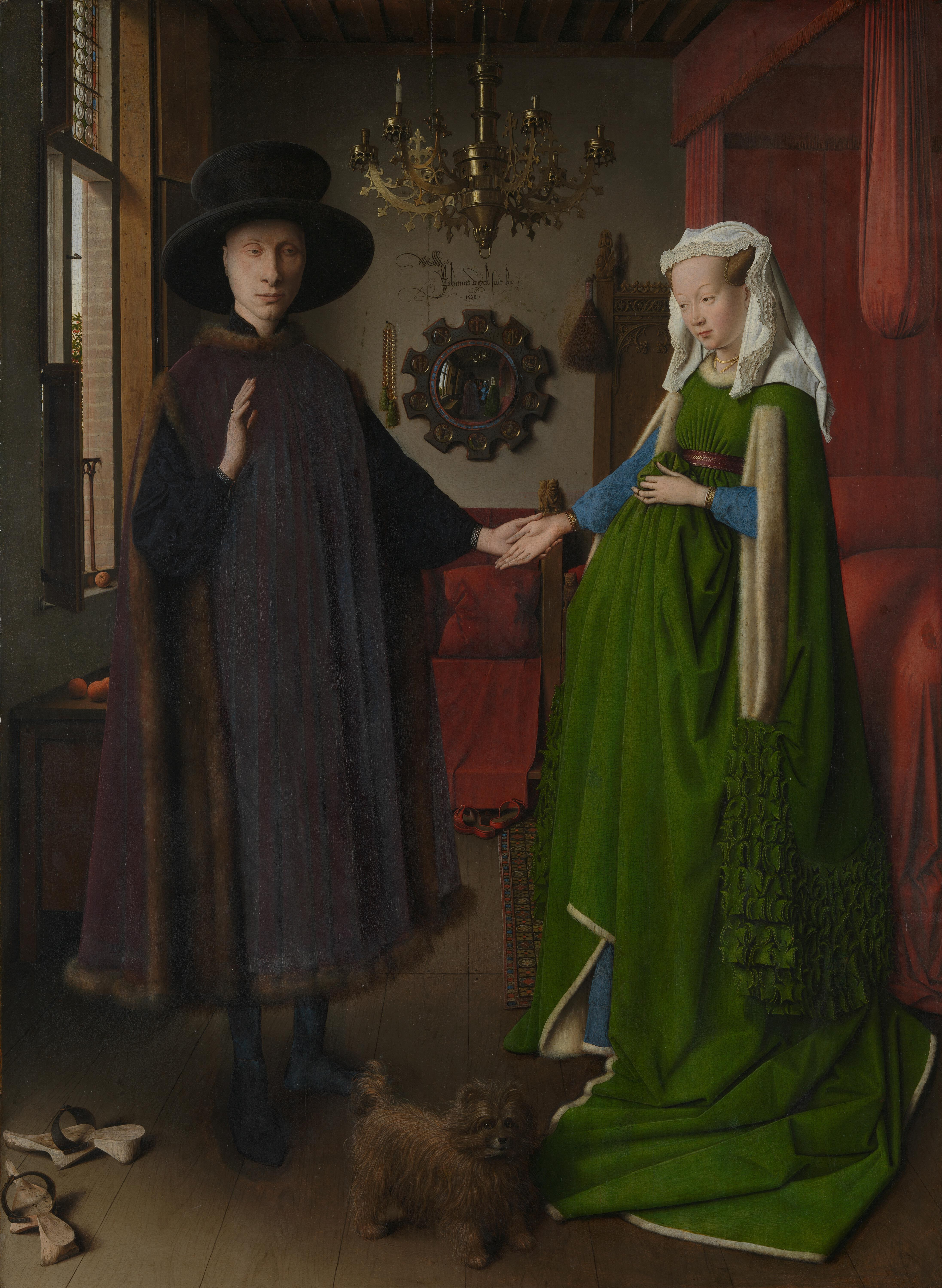
Jan van Eyck: Arnolfini házaspár (olaj, fa, 1434), National Gallery, London

Az olajfestmény olajfestékkel festett táblakép. Az olajfestés az ennek megfelelő festészeti technika. Anyaga, az olajfesték olyan festék, amelynél a festékanyag száradó olajban van eloszlatva. Az olajfestményt gyakran röviden csak az olaj szóval jelölik, vagy melléírják annak az alapnak a nevét, amire készült, például olaj, vászon. Az olajfestés eljárása a reneszánsz korában váltotta fel a táblaképfestészetben addig szinte egyeduralkodó temperafestést, és máig a legnépszerűbb festészeti technika.

## Története
Korai történetéről keveset tudunk, valószínű, hogy kezdetben az olajfestéket nem művészi célra, hanem vízállóságát kihasználva felületvédelemre használták, szabadban elhelyezett címerek, pajzsok bevonására, dekorálására lehetett alkalmas. Első adat a művészi célú olajfestményről a 12. századból van. Bizonyos adatok arra utalnak, hogy egyes esetekben Giotto is használta. Vasari tényként említi, hogy az olajjal való festést Jan van Eyck találta fel, tőle leste el Antonello da Messina, és vitte a titkot Itáliába. Ez a történet nem túl valószínű, de kétségtelen, hogy az Eyck-testvérek addig nem tapasztalt tökélyre vitték ezt a művészi technikát.

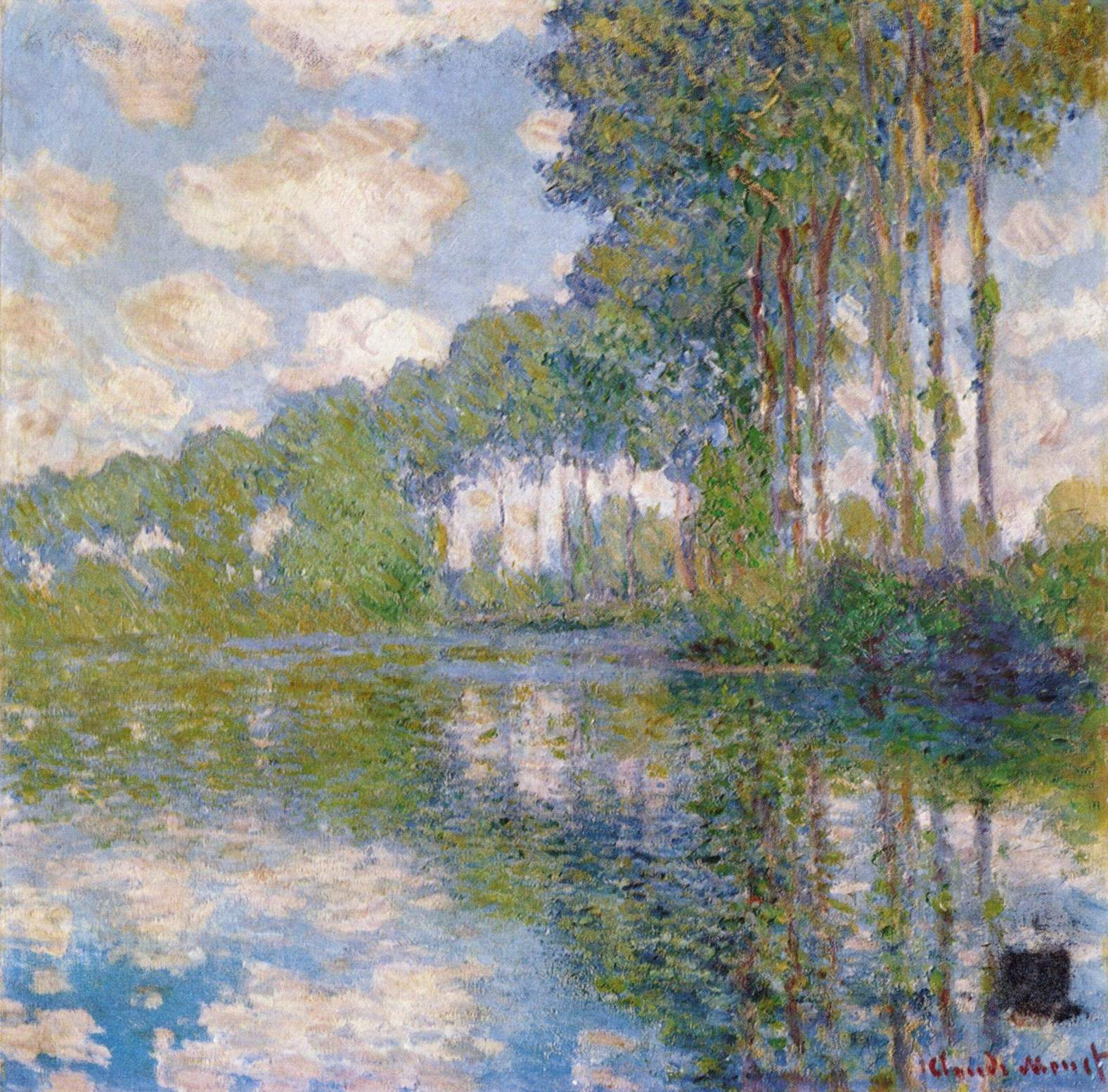
Claude Monet: Nyárfák az Epténél (olaj, vászon, 1900 körül), Scottish National Gallery, Edinburgh

A tájképfestészet nagyjából egyidős az olajfestéssel, és ez bizonyára nem véletlen egybeesés, a tájkép sajátos optikai problémáit, a nagyobb távolságok érzékeltetését, a természetes fényeket legjobban e technikával lehet megoldani. Fontos pillanata a képzőművészet történetének a festékestubus feltalálása a 19. században, előtte ugyanis a festéket mindig frissen kellett elkészíteni, ettől kezdve viszont a festék eltartható, hordozható lett. Lehetővé vált, hogy a festő kiszabaduljon a műterem rabságából, a napfényre vigye a vásznát, létrejöjjön egy új, élményszerű festészet, a plein air, ami utat nyitott az impresszionizmus felé, és tovább.

## Anyagai

### A festék
A festéknek az a feladata, hogy festéskor folyadékszerű, sűrű tapadós anyag legyen, amit ecsettel vagy más szerszámmal az alapra könnyedén lehet felvinni és elegyengetni – a festés befejezése után viszont megszilárduljon, és tartós, kemény, minél ellenállóbb réteget alkosson. Olajfesték esetén ezt a célt úgy érik el, hogy a festékport száradó olajban, tehát a levegő oxigéntartalma segítségével polimerizálódó, megszilárduló anyagban dolgozzák el. Ez a száradó olaj a leggyakrabban a lenmagból sajtolt lenolaj, de lehet dióolaj vagy mákolaj is. A festék használhatósága, tartóssága érdekében azonban ezeken kívül egyéb összetevőkre is szükség van.

#### Alapanyagai
- Festékanyagok: ásványi vagy szerves festékanyagok, fémoxidok, nagyon finom porrá törve, iszapolva. Lényegében ugyanazok, melyeket más festészeti technikákhoz is használnak.
- Olaj: a leggyakrabban lenolaj. Viszonylag lassan szárad, de főzéssel, napon történő sűrítéssel, szikkatív hozzáadásával a száradás gyorsítható.
- Szikkatív: a lenolaj száradásának sebességét befolyásoló anyag. Ólomoxidot és mangánoxidot tartalmaz. Mérgező.
- Viasz, méhviasz: a méhek viaszmirigye termeli, a lépek építőanyaga. Tisztítatlan állapotban sárgás színű, fehérített változatát használják.
- Gyanta: leginkább masztix- vagy damárgyanta. A masztix a Pistacia lentiscus nevű mediterrán cserje gyantája. A damár Hátsó-Indiából, Indonéziából származik, szintén növényi eredetű. Terpentinszeszben feloldva kence készül belőlük.
- Terpentinszesz: illóolaj, a fenyő kérgéből szivárgó balzsam lepárlásával előbb terpentinolajat, újbóli lepárlással terpentinszeszt kapunk. A gyanták és a viasz oldószere, az olajjal elegyedik.

#### Elkészítése

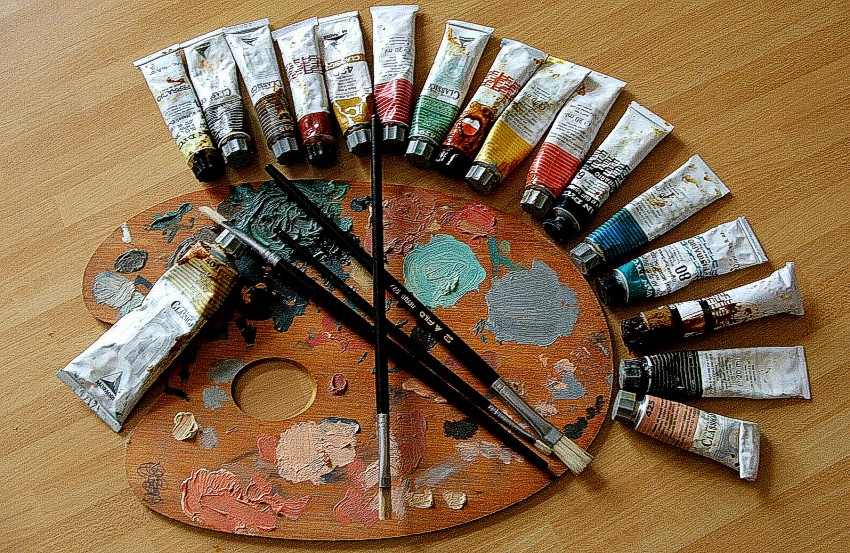
Paletta és festéktubusok

Egészen a 19. századig a festőknek maguknak kellett előállítaniuk munka előtt a friss olajfestéket, mivel nem volt mód a légmentes tárolásra.
A festéket úgy készítik, hogy a por alakú festékanyagot kis adagokban az olajjal együtt megtörik. Fontos, hogy csak annyi olajat használjanak fel, amennyi feltétlenül szükséges, amennyit az adott festékanyag felvesz. Ez igen változó lehet, például az ólomfehér 15%-ot, de a természetes siena 200%-nyi olajat igényel. Ha a festéket tubusba töltik, akkor a besűrűsödést megakadályozandó 2-3% terpentinszeszben oldott méhviaszt is adnak hozzá. Ha a festéket 10-15%-nyi masztix- vagy damárkence hozzáadásával törik meg, a festmény egyenletesebben szárad, nem ráncosodik, szép mély fénye lesz. Bizonyos színek a többinél nehezebben száradnak, ezekhez 1-2% szikkatívot kevernek.

#### A festőszer
Az olajfestéket szükség esetén hígítani kell, erre festőszert használnak. Többféle recept szerint készülhet, általában sűrített lenolaj, masztixkence és terpentinszesz keveréke.

### Az alap, az alapozás
Táblakép esetén alapnak nevezzük azt a szilárd anyagot, ami a képet hordozza. Olajfestmény esetén ez lehet fatábla, vászon, fémlemez stb. Alapozás az a réteg, amely az alapot összeköti a festménnyel.

#### Fa

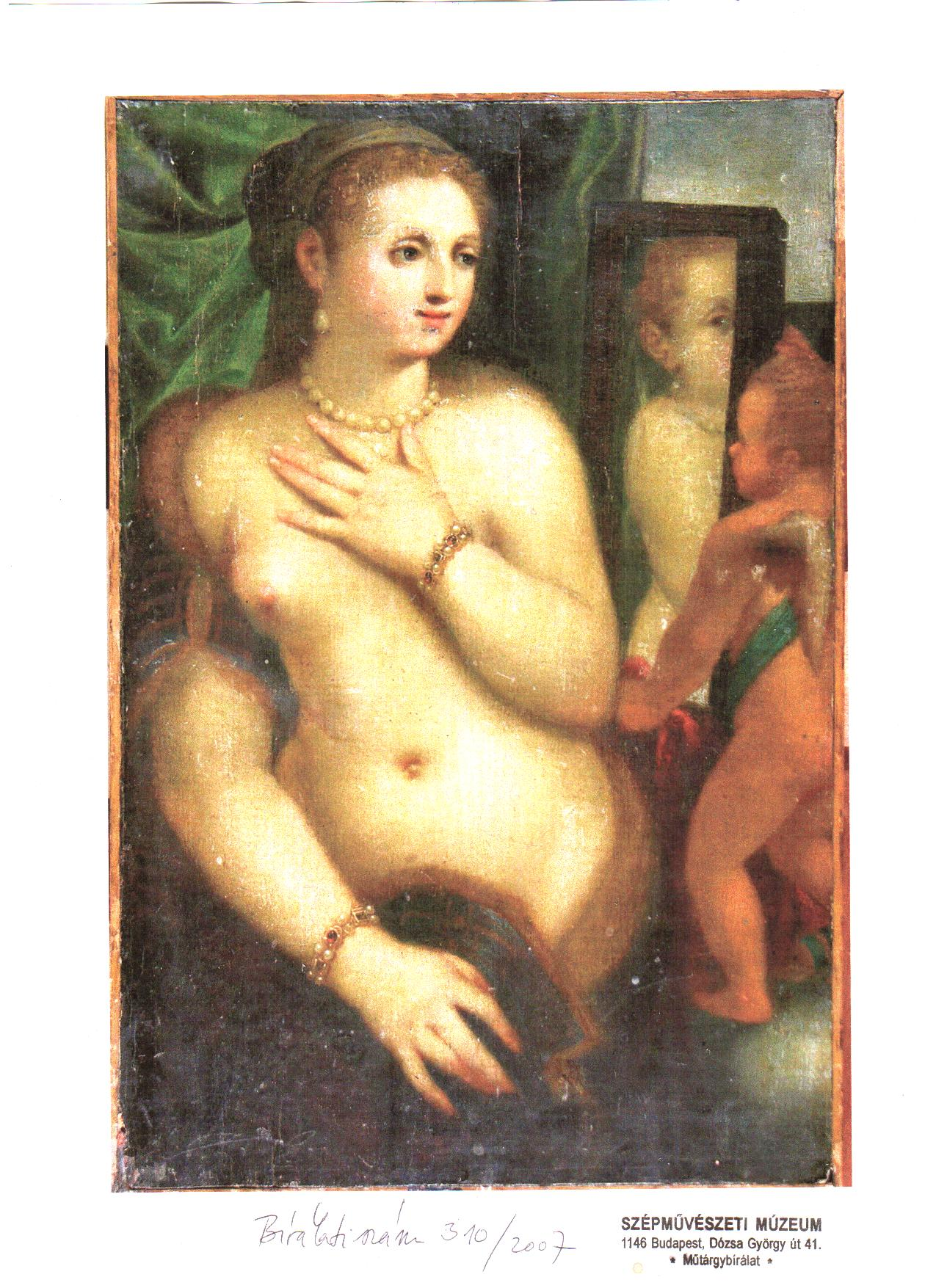
Fatáblára festett vázlat - Palma il Giovane

A legrégebb óta használt alap a fa, a deszka. Előnye, hogy nagyon strapabíró, a hőmérséklet változásaira is csak kis mértékben reagál, tehát a ráfestett kép kevésbé repedezik. Hátránya, hogy idővel vetemedhet, sőt zsugorodása miatt elrepedhet. Régebben nagyon vastag, 8–10 cm vastag deszkákat használtak, később 3–4 cm-eset, napjainkban leginkább még vékonyabb rétegelt vagy farost lemezt. Alapozása fehér festékanyagokkal, hegyikrétával, horganyfehérrel kevert melegenyvvel történik, sok rétegben. A régi mesterek sokszor a deszkára vásznat enyveztek, és erre vitték fel az előbbi krétaalapozást.

#### Vászon
A fakeretre kifeszített fehérítetlen lenvászon, a kanavász Itáliában a 14. században jelent meg táblaképek alapjaként. Hamarosan egész Európában elterjedt. Előnye, hogy szinte bármekkora méretben elkészíthető, mégis könnyű, rugalmas, nem deformálódik. Hátránya, hogy a deszkához viszonyítva sérülékenyebb, a nedvességre, a hőmérséklet ingadozásaira érzékenyebb. Háromféle alapozást használnak: az előbb említett krétaalapozást, fél-krétaalapozást és olajalapozást. A fél-krétaalapozásnál a krétaalapozást lenolajkencével elegyítik, olajalapozásnál pedig a legfelső rétegnél lenolajból és horganyfehérből készült sűrű fehér festéket használnak. A különböző alapozások között az a különbség, hogy a krétaalapozás erősen elszívja a festékrétegből az olajat, míg az olajalapozás meghagyja benne a kötőanyagot.

#### Vörösréz lemez
A németalföldi festők sokáig kedvelték, ma már nem használják. Kisebb méretben jól használható, nagy méretben viszont meggörbülhet, lepereghet róla a festmény. Alapozása sűrű horganyfehér festékkel történhet.

### A lakk
Az elkészült olajképet tökéletes száradása után belakkozzák, firniszelik. Ehhez a képet vízszintes helyzetbe állítják, a lakkot több rétegben hordják fel. A lakk leggyakrabban terpentinszeszben feloldott masztix vagy damárgyanta. Hogy tartósabb legyen, sűrített lenolajat is kevernek hozzá.

## Az olajfestés technikája

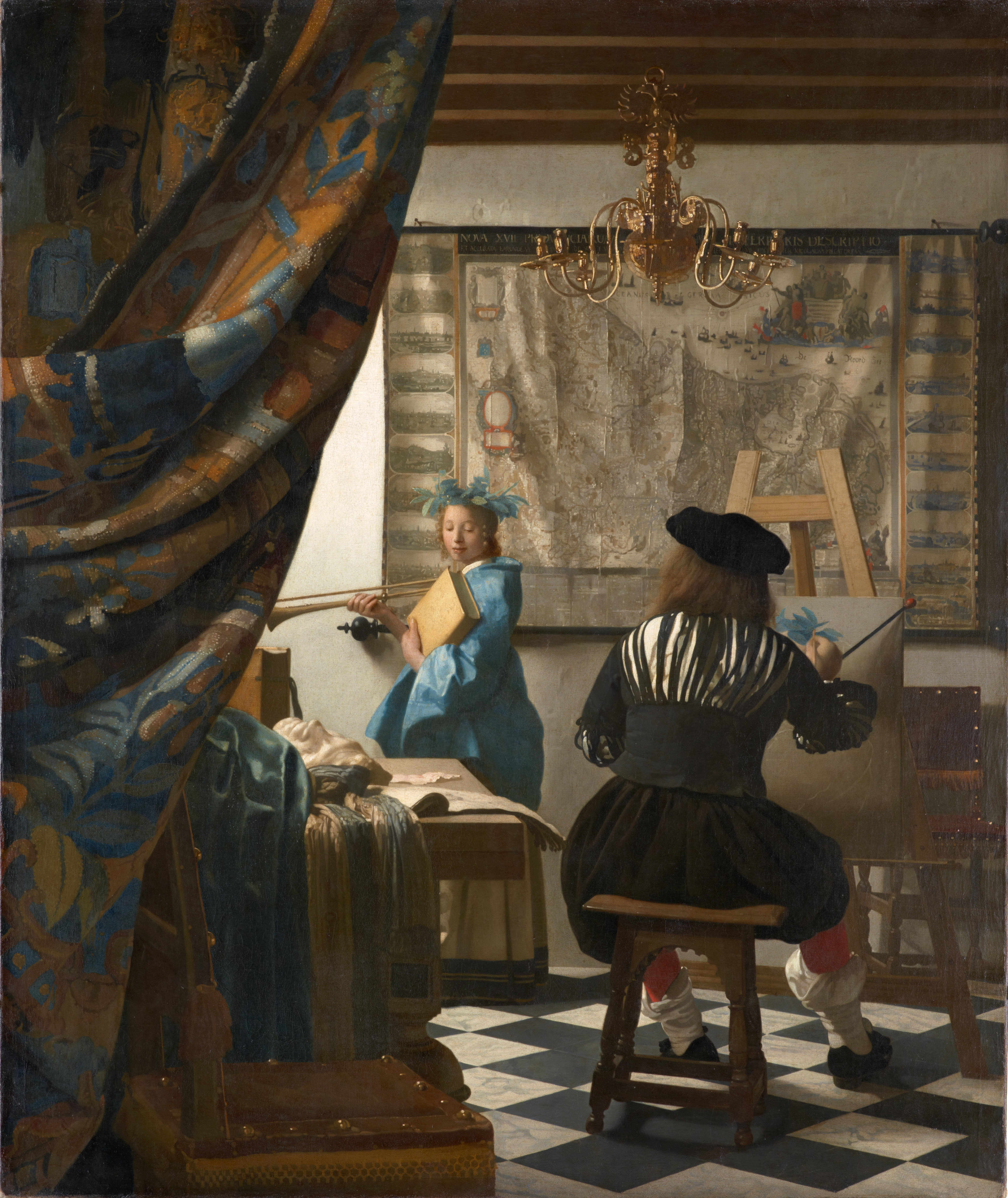
Jan Vermeer van Delft: A festészet allegóriája (olaj, vászon, 1666 - 1668), Bécsi Szépművészeti Múzeum, Bécs

Az összes festőtechnika közül talán az olaj adja a művésznek a legnagyobb szabadságot az alkotás folyamatában. Sokféle kifejezésmódot tesz lehetővé, akár más technikákra emlékeztető optikai hatás is elérhető vele. Lassan száradó anyag lévén lehetőséget ad arra, hogy a művész nedvesben dolgozzon, a képet folytonosan, lassan fejlessze, a színeket a vásznon is keverje, a hibákat utólag javítsa. Nagy fedőképessége pedig akár a kép egyes részeinek teljes újrafestését is lehetővé teszi.
Festeni lehet prímán, ami azt jelenti, hogy a rajzot, tónust és színt egyszerre viszik fel a felületre, nagyjából úgy, ahogy az majd a kész képen látszani fog. Ez főleg kisebb méretnél járható út. A másik, gyakoribb módszer az, hogy a képet aláfestik, tehát a részletekre nem ügyelve a megfelelő színfoltokat viszik csak fel először az alapra, majd több rétegben erre ráfestve fejlesztik ki a képet.
Ha a festékben a festékanyaghoz képest sok a kötőanyag, száradás után áttetsző marad, látható lesz az alatta lévő festékréteg. Ezt nevezik lazúrfestéknek, a technikát lazúrozásnak.